# Hugo Lahtinen
Hugo Jalmari Lahtinen, né le 29 novembre 1891 à Tampere et décédé le 29 décembre 1977 à Tampere, est un athlète finlandais spécialiste du épreuves combinées. Affilié au Tampereen Pyrintö, il mesurait 1,72 m pour 78 kg.

## Biographie

### Palmarès
| Date | Compétition           | Lieu   | Résultat | Performance |
| ---- | --------------------- | ------ | -------- | ----------- |
| 1920 | Jeux olympiques d'été | Anvers | 3e       | 26 pts      |
| 1924 | Jeux olympiques d'été | Paris  | 7e       | 27 pts      |

### Records
| Épreuve          | Performance | Lieu | Date |
| ---------------- | ----------- | ---- | ---- |
| Saut en longueur | 7,00 m      |      | 1914 |